# إتش إل هانلي (غواصة)
إتش إل هانلي (بالإنجليزية: H. L. Hunley) كانت غواصة تابعة للولايات الكونفدرالية الأمريكية
أثناء الحرب الأهلية الأمريكية وهي أول غواصة حربية استطاعت أن تغرق سفينة حربية عبر التاريخ البحري بالرغم من أنها لم تكن مغمورةً بالكامل. وبعد هجومها الناجح الأول والأخير، فُقدت مع طاقمها قبل أن تتمكن من العودة إلى القاعدة. سميت تيمناً بمخترعها هوراسّ لَوسون هانلي، بعد وقت قصير من نقلها إلى الخدمة الحكومية تحت سيطرة جيش الولايات الكونفدرالية في نورث تشارلستون بولاية كارولينا الجنوبية.
تم بناء هانلي التي يبلغ طولها ما يقرب من 40 قدماً (12 متراً) في موبايل بولاية ألاباما ، وتم إطلاقها في يوليو 1863. ومن ثم شحنها بالسكك الحديدية في 12 أغسطس عام 1863 إلى تشارلستون. خسر الكونفدراليين 21 من أفراد الطاقم في ثلاث حوادث غرق للغواصة خلال مسيرتها القصيرة. فقد غرقت الغواصة لأول مرة في 29 أغسطس 1863 خلال اختبار تجريبي، مما أسفر عن مقتل خمسة من أفراد طاقمها. وقد غرقت مرة أخرى في 15 أكتوبر 1863 مما أسفر عن مقتل جميع أفراد طاقمها الثمانية، بمن فيهم مصممها هوراسّ هانلي نفسه الذي كان على متن السفينة في ذلك الوقت، رغم أنه لم يكن عضواً في الجيش الكونفدرالي. وفي المرتين تم انتشال السفينة وإعادتها إلى الخدمة. زودت الغواصة بطربيد وتدي مكون من وعاء أسطواني من النحاس احتوى على 61 كيلوغرام من البارود مثبت على وتد خشبي طوله 6.7 متر.
في 17 فبراير 1864 أغرقت الغواصة هانلي السفينة الشراعية البخارية يو إس إس هيوساتونك (بالإنجليزية: USS Housatonic) في محاولة لكسر حصار الاتحاد في ميناء تشارلستون الذي كان ضمن خطة أناكوندا لإضعاف حركة الشحن الدولي للولايات الجنوبية وبالتالي إضعاف الاقتصاد الكونفدرالي القائم على القطن ، عندما أطلقت هانلي الطربيد الوتدي على هيكل الباخرة هيوساتونك. لم تنجو هانلي من الهجوم بسبب اقترابها من الانفجار وغرقت حيث راح معها جميع أعضاء طاقمها الثمان وفُقدت.
تم تحديد مكان هانلي في عام 1995 ومن ثم انتشلت للمرة الأخيرة في عام 2000 وهي معروضة حالياً في مركز وارن لاش للصيانة بنورث تشارلستون بولاية كارولينا الجنوبية. وتشير دراسة أجريت في عام 2012 على الغواصة إلى أنها كانت على بعد 20 قدماً فقط (6 أمتار) من هدفها عندما انفجر الطربيد الذي أطلقته الغواصة على الباخرة هيوساتونك، ويحتمل أن الانفجار قد أفقد الطاقم وعيهم مما قد يكون السبب لعدم طفو الغواصة على السطح متسبباً في اختناقهم.